# SKM Park
SKM Parkは台湾高雄市前鎮区にある大型ショッピングモールと鈴鹿サーキットパーク（鈴鹿賽道楽園）を含むアミューズメントパークが併設されたアウトレットモールで、2016年5月9日に「大魯閣草衙道」として開業した。高雄国際空港から高雄メトロ（地下鉄）で1駅の場所に位置し、外国人観光客を含めて年間で1,000万人を見込む、台湾南部で最大規模の商業施設となる。

## 概要
高雄捷運南機廠内の所有地を大型商業施設の開発を目的に利用法を公募し、大魯閣グループの大魯閣開発公司が商業施設として開発、管理する。敷地面積は86,000平方メートル、ショッピングモールの売り場延べ床面積は114,380平方メートル。
2段階の開発計画で、モータースポーツ型テーマパーク「鈴鹿サーキットパーク」とショッピングモールからなる第1期分は2014年6月15日起工、2016年5月9日正式開業。
第2期分として、温泉施設併設のシティー・リゾートホテルを2018年に起工、2025年の完工を予定している。開業半年で入場者数500万人、1年余りで1,000万人を突破した。
2017年7月、運営企業の大魯閣開発公司を100%完全子会社としていた大魯閣実業公司はモール内に入居するテナント確保と競争力を強化するべく、保有株の60%を新光三越百貨股分有限公司に譲渡すると発表し、入場者数に比して目標未達だった売上高向上を図ることになった。2020年、大魯閣実業は大魯閣開発株を新光三越に譲渡し、新光三越はモール（草衙道購物中心）部分の保有比率9割超となった。
過半数を掌握している百貨店・レジャー部門でも、百貨店エリアを2021年以降にアウトレット・モール化する方針を打ち出している。その後2022年1月26日にモール部分は「SKM Park」に改称し、プレオープンした。

## モールエリア
主な施設、テナントは以下の通り。

### オープンモール
- タロコパークトロリー（草衙道電車） - 園内移動用の木造電車
- カルーセル（メリーゴーランド） - ゲートにある
- 晴光之丘(Sunshine Hill)
- 曼麗大道 - ショッピングモール間の通路
- 路面店
  - 鈴鹿賽道楽樂園旗艦店（オフィシャルパークショップ） - コチラ、鈴鹿サーキットのグッズも取り扱っている(大道東1F)
  - STUDIO A（Apple製品正規販売店）(大道東1F)、同修理センター(同2F)
  - H&M - 大道東1-2F
  - ミスタードーナツ(大道東1F)

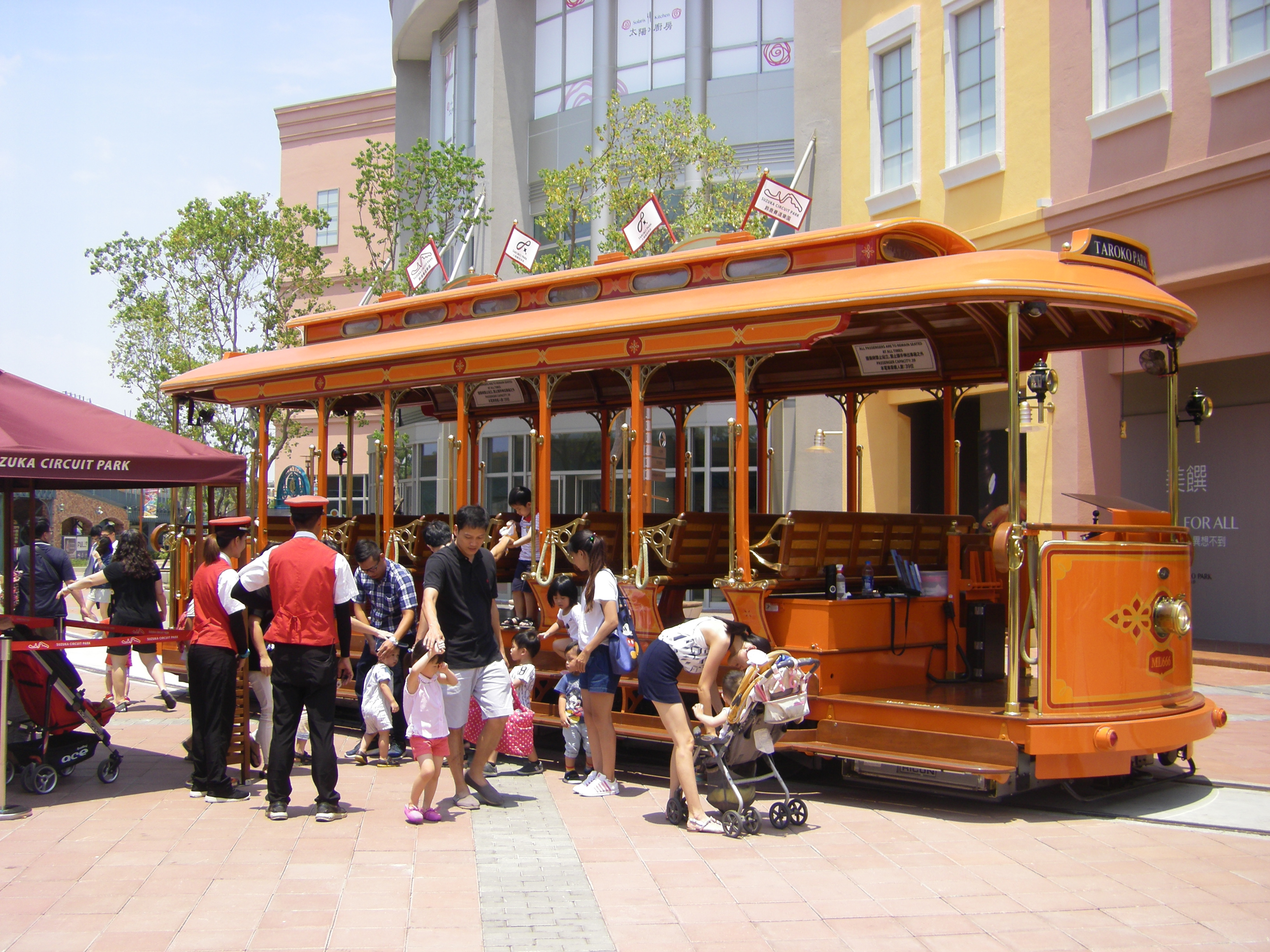
草衙道電車
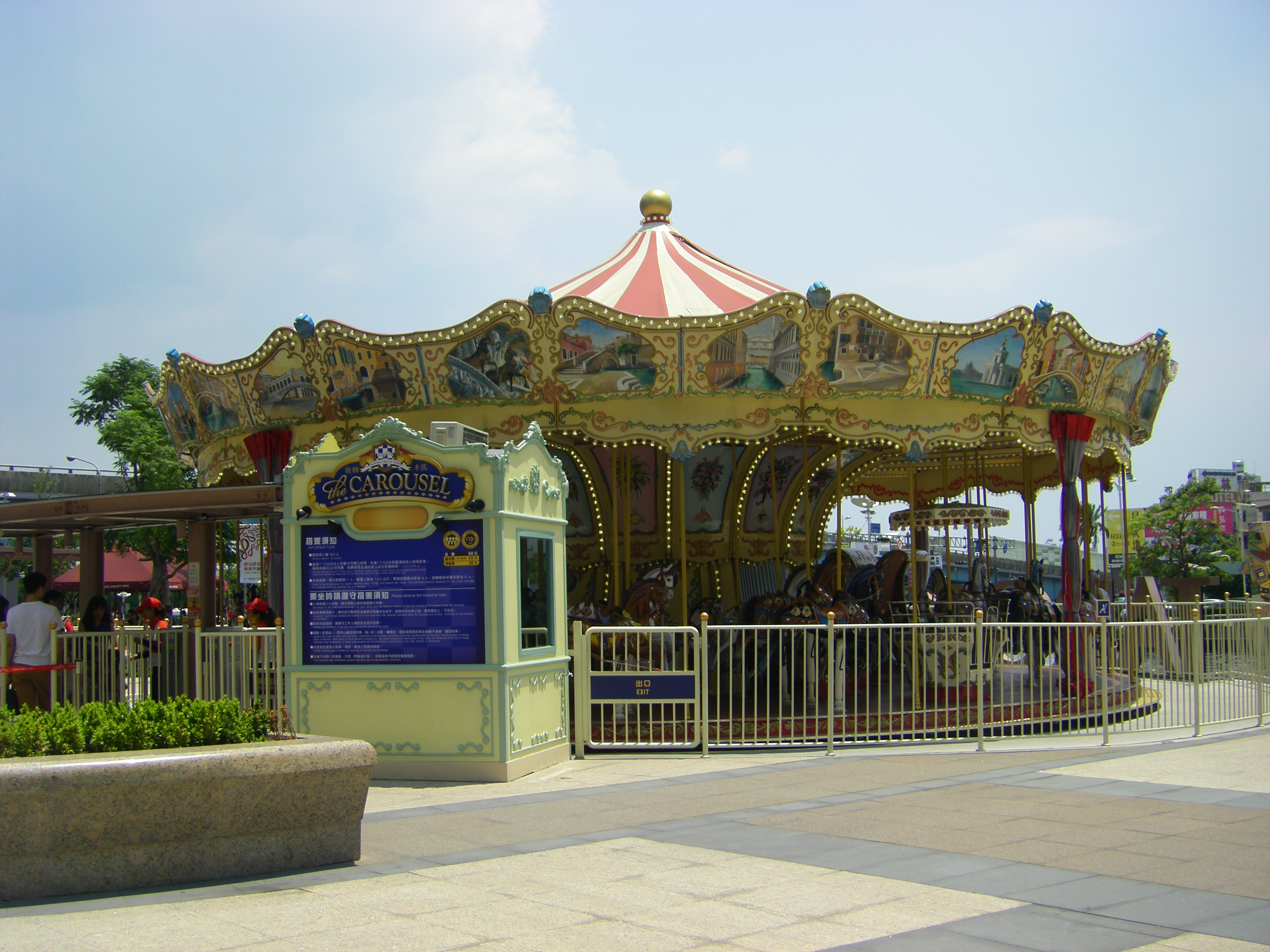
カルーセル
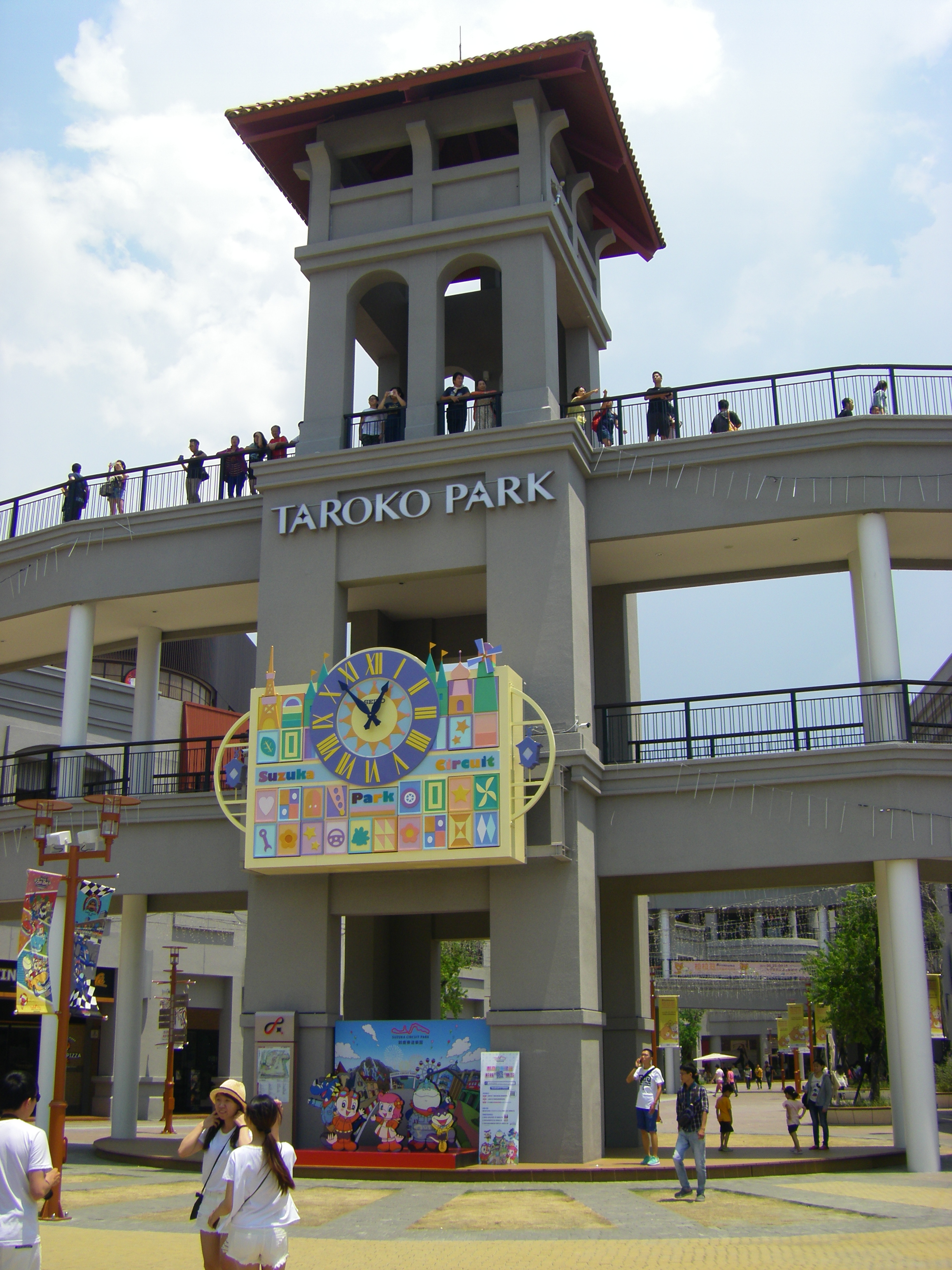
モール

### インナーモール

#### 大道西(West Mall)
- 創芸基地(TRK Creative Exhivision) - 芸術イベント用空間
- ゲームセンター
- フィットネスクラブ
- 肖跳Crazy Jump草衙館 - トランポリン場
- ボウリング場
- レストラン街
  - サブウェイ

| - WeSport - 屋内バスケットコート）(1F) - インラインスケートトラック、ミニゴルフ（2F） - ベネトン(1F) - ザ・ノース・フェイス(1F) - ナイキ(1F) - プーマ(1F) - ニューバランス(1F) - コンバース(1F) - アンダーアーマー(1F) - ミズノ(1F) - アディダス(1F) - ラコステ(1F) - リーボック(1F) | - NAUTICA(1F) - GUESS(1F) - スウォッチ(1F) - アーノルド・パーマー(1F) - パタゴニア(1F) - ESPRIT(1F) - Lamigo - Lamigoモンキーズオフィシャルショップ(1F) - ファミリーマート（全家便利商店）（2F） - バッティングセンター（3F） - 国賓影城 - シネコン（3F） - レストラン街（3F） - 一風堂 - 異想空間(Fantasy Space) - 草衙劇場 - イベント用 |

## 鈴鹿サーキットパーク
鈴鹿サーキットパークはモビリティランドがライセンス供与と施設のコンサルティングを行う複合娯楽施設。敷地面積は約30,000平方メートル。運営している大魯閣開発公司を完全子会社とする大魯閣繊維公司は、既に桃園市桃園区内において、同様のカートレース場「大魯閣卡丁車場」を運営している。鈴鹿サーキットのコースレイアウトおよびその名称、付帯アミューズメント施設が日本国外に進出する初のケースとなる。（以下、太字は日本のモートピアにもある施設）

### ミニ鈴鹿サーキット(Mini Suzuka Circuit)
実物の鈴鹿サーキットの国際レーシングコースのコースレイアウトを立体交差やS字コーナー、130R、シケインを含め10分の1サイズで再現した全長600mのレンタルカートコース。園内の観覧車もホームストレート手前のシケイン付近に立地している。高速カート車のほか、低速車、タンデム車、キッズカートがある。
事前に会員登録後（日本語や英語も可能）、約30分の講習を受け、8分間での周回数を競う。当日および歴代ベストタイムが会場内のスクリーンで発表される。

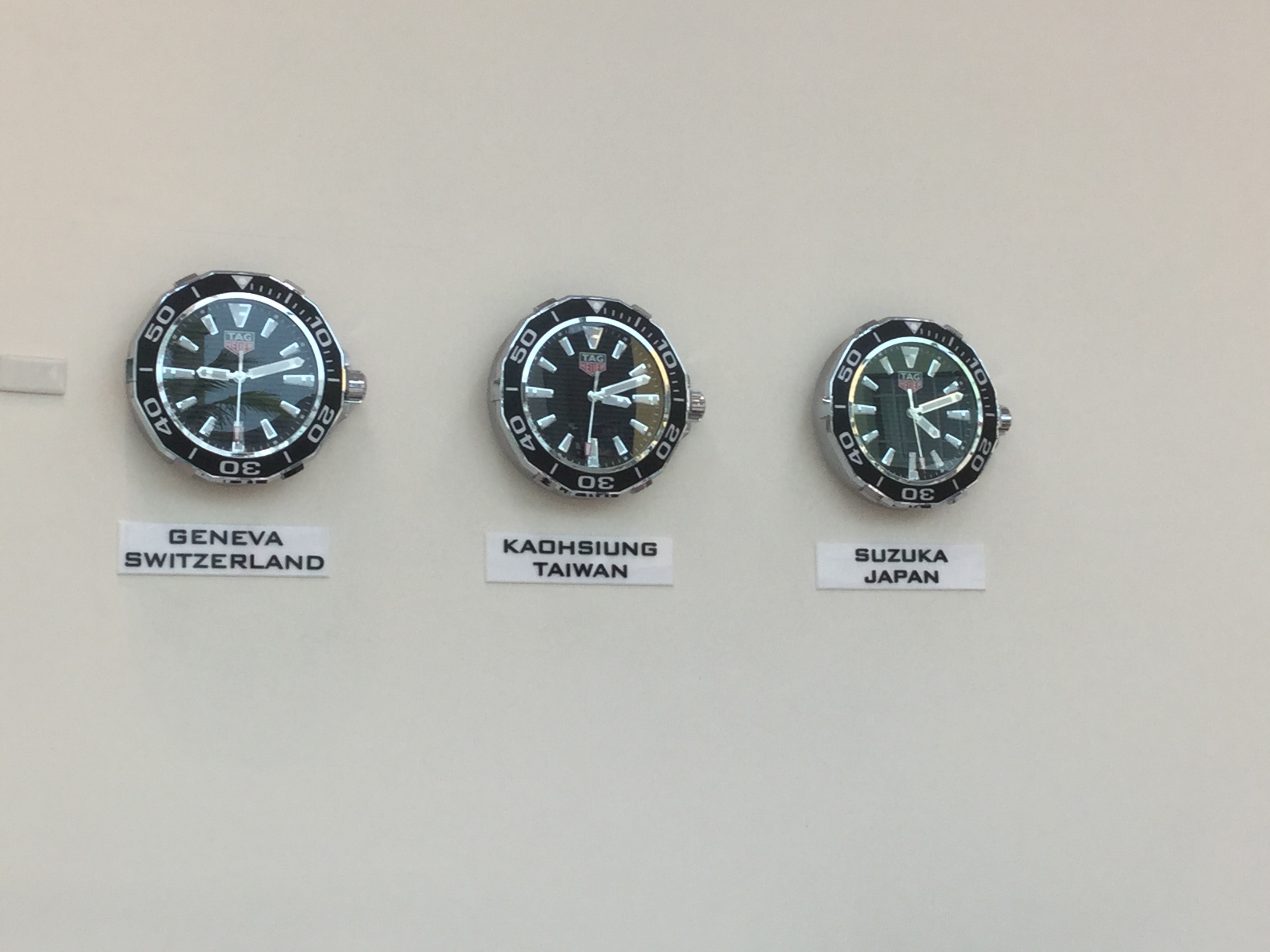
各国主要サーキットの現地時間を表示する時計
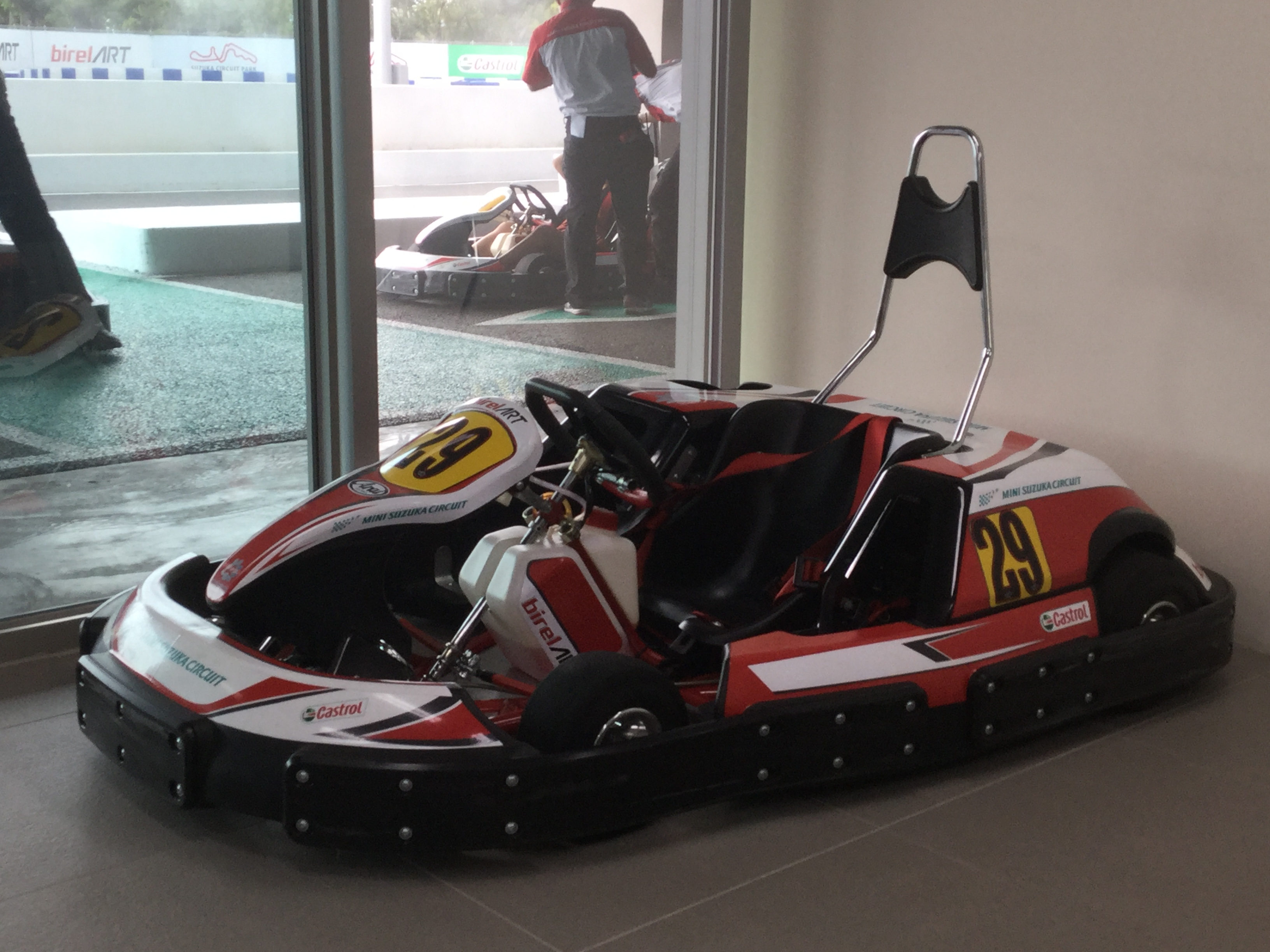
カート車
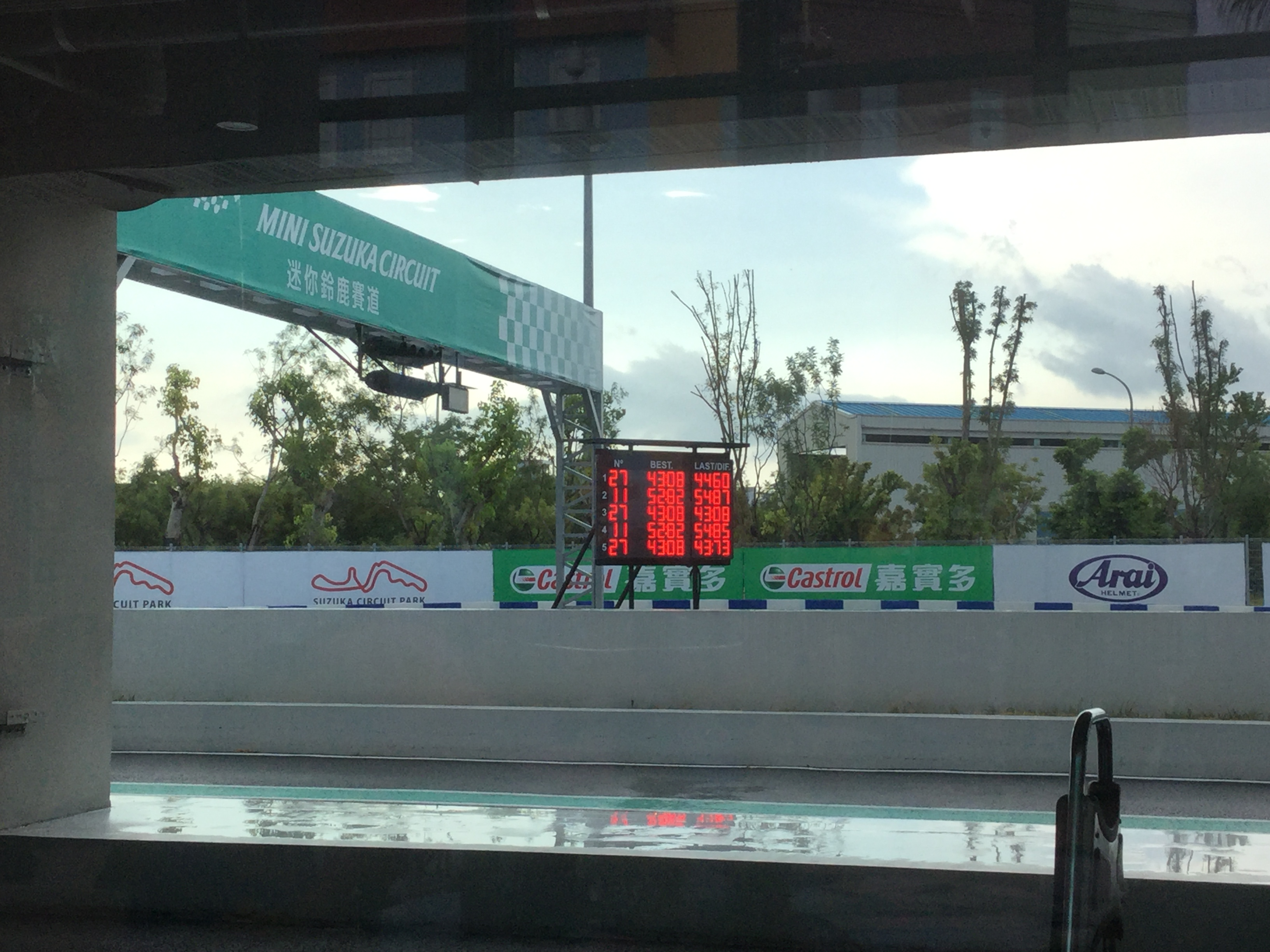
サーキット

### その他
鈴鹿やツインリンクもてぎ内の一部アトラクションが移植され、鈴鹿同様にレーシングカーのシミュレーターや交通安全教育施設なども設けられる。
- コチラプッチタウン
  - コチラドライビングスクール - 子供向け自動車教習所。交通ルールやマナーを学べる。
  - キッズバイク
  - ドリフトキッズレーサー
  - チクタクトレイン - 電車を運転し、時間を守って駅に到着する。
  - サーキットホイール - 文字通り「サーキットにある観覧車」。ミニ鈴鹿サーキットはもちろん、高雄市内や高雄港まで見渡すことができる。
- スキルアップ・ヴィレッジ
  - アクロエックス - 水溜りやガタガタ道などオフロード走行を車で体験できる。
  - ドリフトS
  - エアレーサーズ
  - Gスピード
  - ドロップゾーン - フリーフォールタワー

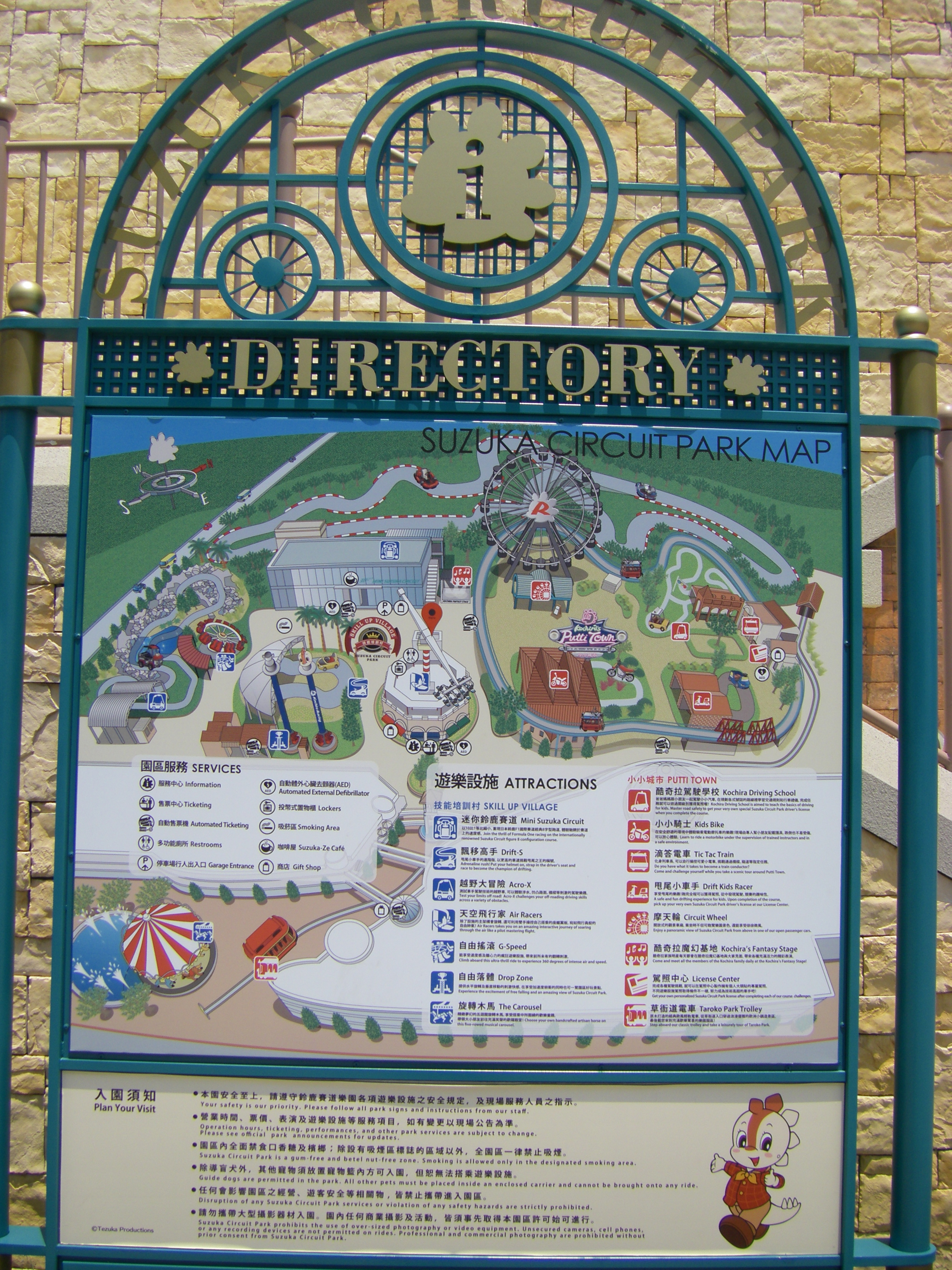
パークのエリアマップ
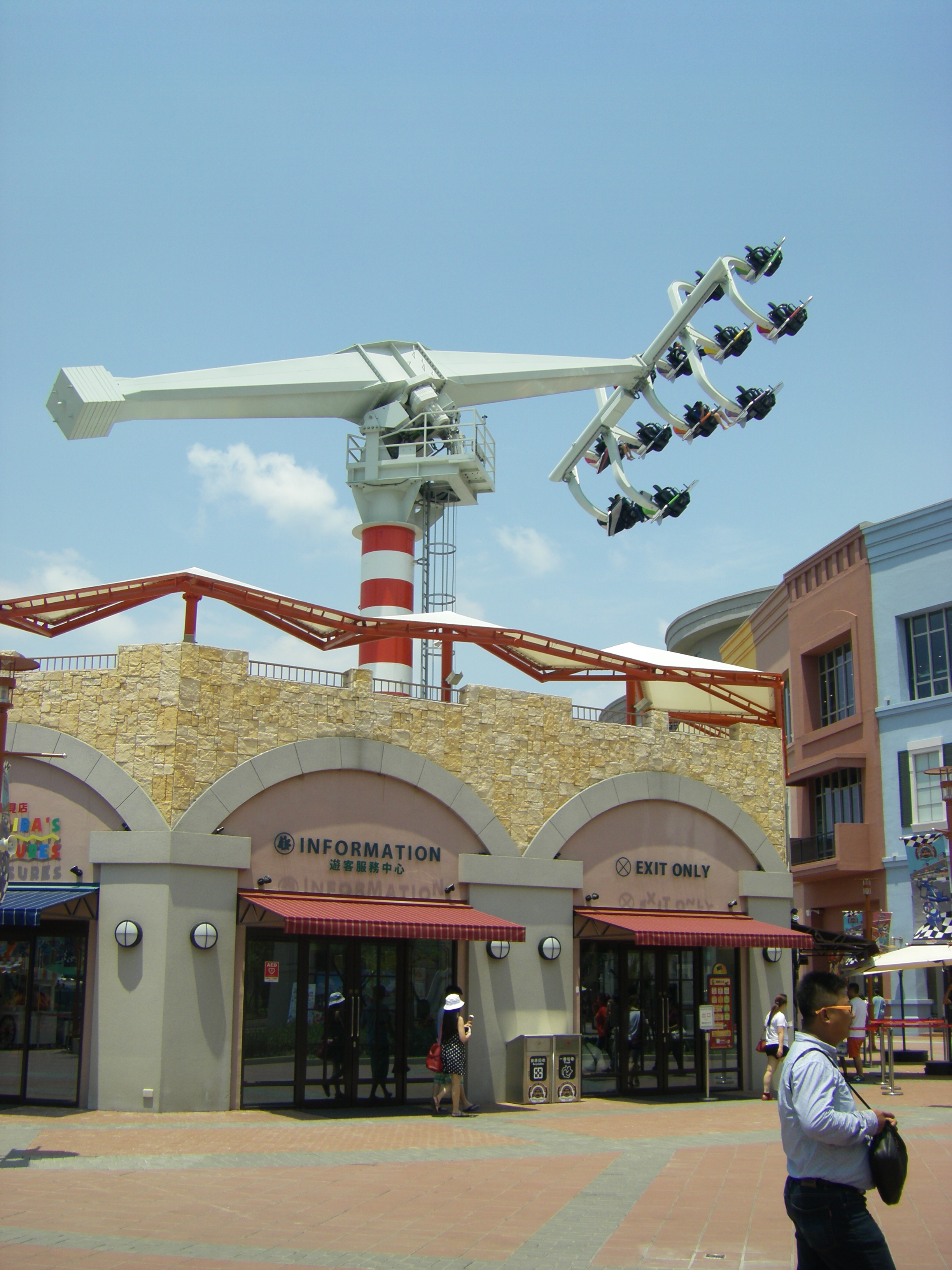
エアレーサーズ
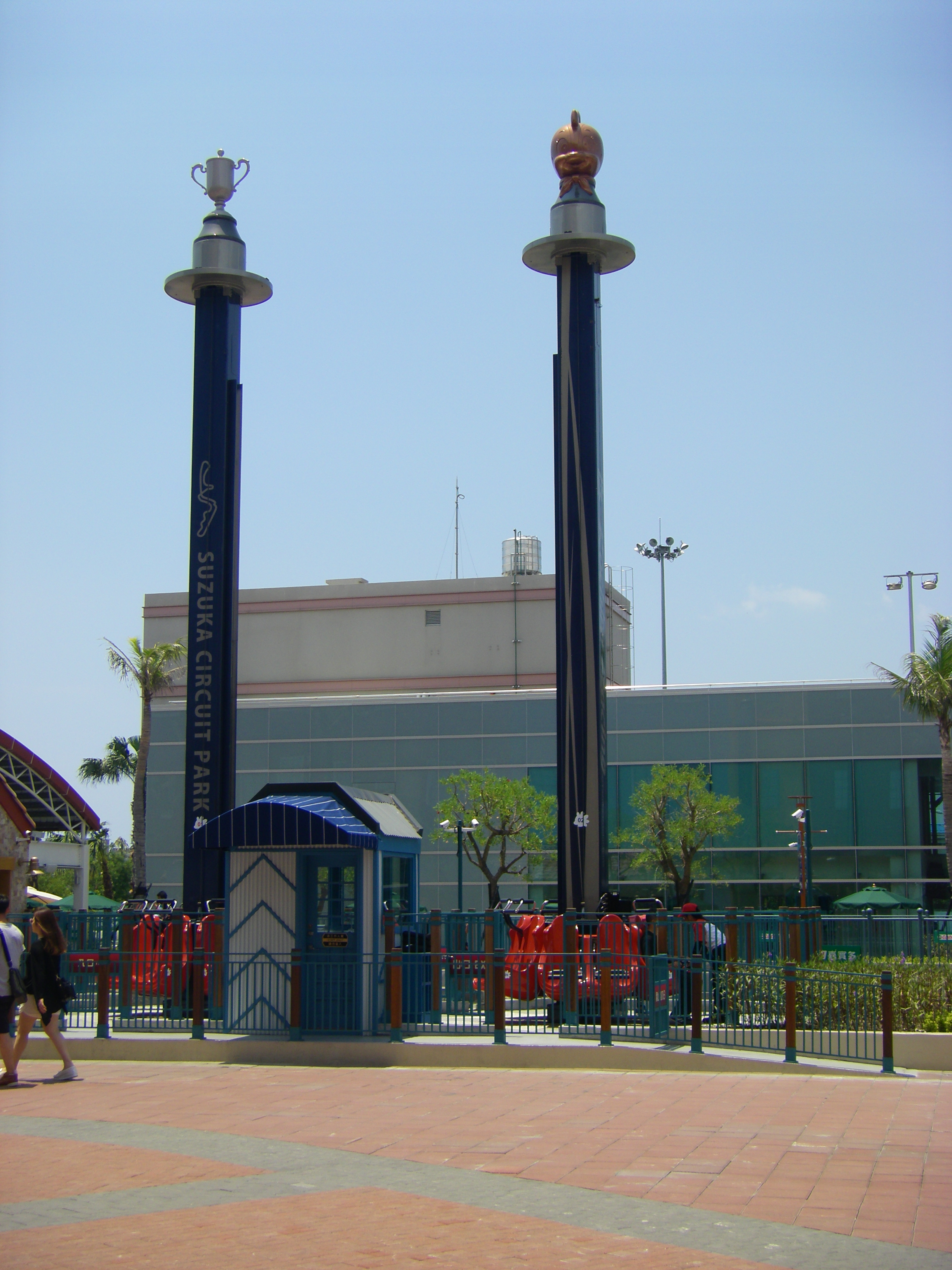
ドロップゾーン

## 料金
入園は無料だが、各種アトラクション施設と草衙道電車は個別に料金が必要で、チケットセンターおよび券売機で購入する。
額面の料金を満たす残高の一卡通を所持していればアトラクション入口のセンサーにタッチするだけでよい。

## その他
開業翌月に園外の区画内で「Hotel-D 航空館（蒂亞飯店）」が開業したほか、園内にオフィシャルホテルが開業予定。
ショッピングセンター国際評議会主催の「2016 ICSC Asia Pacific Shopping Center Awards」（アジア・ショッピングセンター・アワード）新規・拡張・リニューアル開業部門の銀賞に選出。

## アクセス

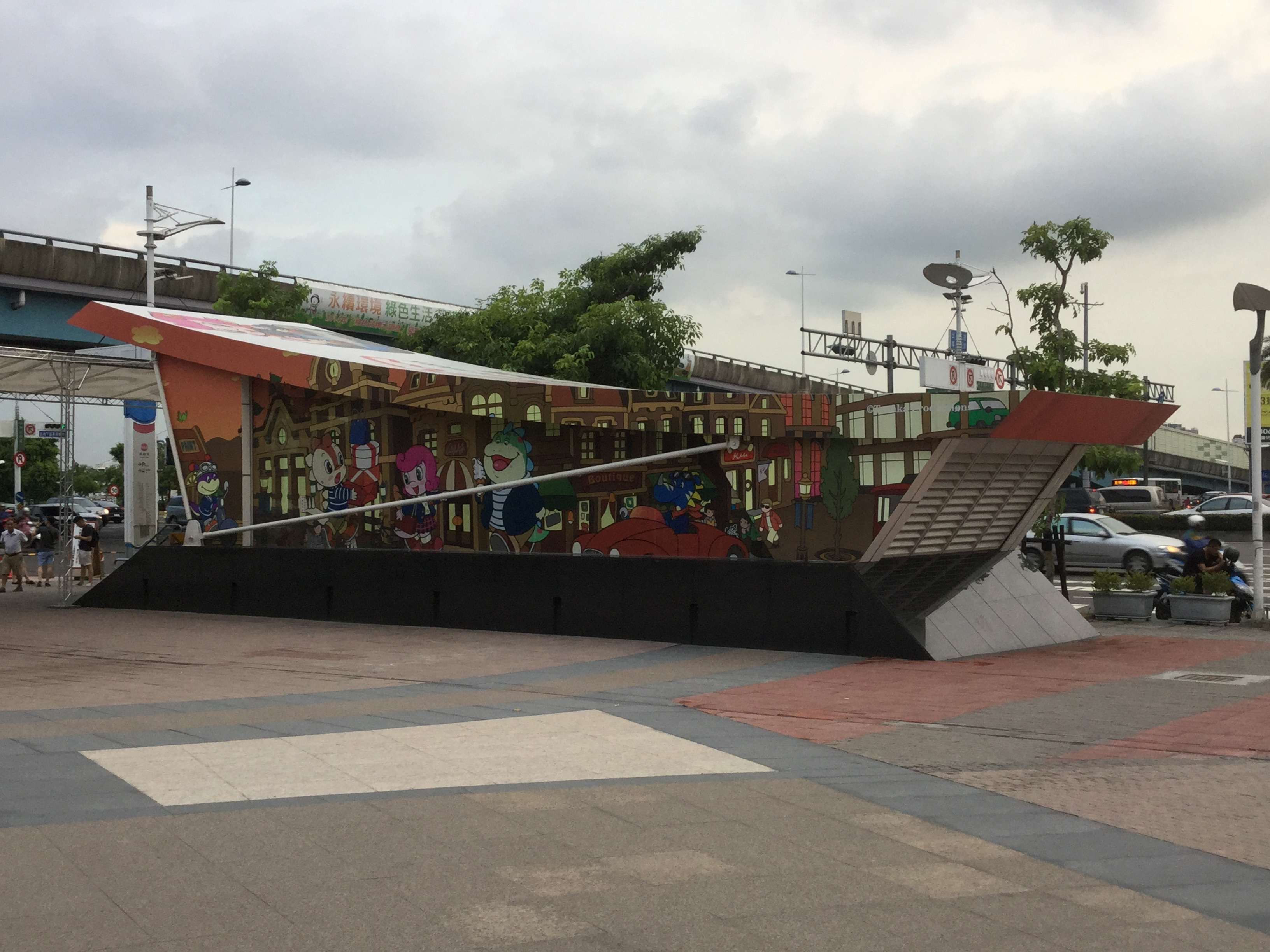
コチラのキャラクターが描かれた捷運草衙駅2号出口

高雄捷運と直結しており、市内のみならず台湾高速鉄道左営駅、台鉄高雄駅、高雄国際空港を介しての国内外からのアクセスもよい。

### 鉄道
高雄捷運
- ■紅線
  - 草衙駅2号出口すぐ

### 自動車
- 中山高速公路（国道1号）高雄端（高雄IC）すぐ
- 台17線

### バス
高雄市公車
- 最寄り停留所は「捷運草衙站」、「草衙站（捷運公司）」。

| 系統           | 事業者      | 区間                           | 備考 |
| -------------- | ----------- | ------------------------------ | --- |
| 69A 69B        | zh:港都客運 | zh:小港站 - 高雄駅             | - 二段運賃（緩衝区：中厝里 - 鎮海路口） - B線は明鳳まで延長運行 - 国立高雄餐旅大学、桂林社区、労工公園、市政府、中央公園経由。 - ノンステップバス                                |
| 紅6            | zh:東南客運 | 草衙駅 - 小港站                | - 小港区行政中心、高雄国際花市経由。 |
| 紅7A 紅7B 紅7C | 東南客運    | 后安路 - 孔宅                  | - 臨廣加工区、桂林社区、機場咖啡、孔宅社区経由。 - A線后安路站で折返し(紅毛港路、明鳳三路経由)。 - B線后安路站で折返し(紅毛港路、明鳳三路は経由せず)。 - C線漁業署まで延長運行。 |
| 紅9A 紅9B      | 港都客運    | zh:前鎮站 - 旗津フェリー乗り場 | - 二段運賃（緩衝区：漁港南一路口 - 廣濟宮） - 前鎮フェリー乗り場、天后宮站経由。 - B線折返し便は旗津漁港経由。                                                                   |
| E10            | 高雄客運    | 草衙駅 - 樹徳科技大学          | |

## 主題曲
- 作曲: J.Wu (Johnny Wu) 作詞: 翁愷均